# Stephen Geary
Stephen Geary (31 août 1797 - 28 août 1854) était un  architecte britannique, inventeur, entrepreneur et, à partir de 1850, activiste du mouvement Temperance.

## Jeunesse
Geary est né à Dean's Yard, Westminster (Londres), le 31 août 1797. À l'âge de 13 ans, il devient apprenti chez l'architecte Thomas Leverton. En 1817, il rejoint l'école d'architecture de la Royal Academy. Il exposera des dessins et des modèles à la Royal Academy à six reprises.

## Projets de cimetière
Son œuvre la plus connue est le cimetière de Highgate, ouvert en 1839, où il sera plus tard enterré. Il y a conçu l'avenue égyptienne et les catacombes de la terrasse. Il a également été le fondateur de la London Cemetery Company, créée par une loi de 1836, qui possédait le cimetière Highgate et le cimetière Nunhead .
Il est par ailleurs associé aux cimetières de Gravesend, Nunhead et Brompton, et a produit des plans pour un cimetière de Brighton qui n'a jamais été construit.

## Inventeur
Entre 1838 et 1847, Geary a déposé pas moins de sept brevets.
- « Carburant amélioré »[3]
- « Pavage en bois »[4]
- « Arrosage de rue »[5],[6]
- « Bâtiments coupe-feu et issues de secours »[3]
- « Approvisionnement des rues en eau courante pour le nettoyage et la lutte contre les incendies »[7]
- « Puissance motrice »[8]

Il a présenté plusieurs de ses inventions à la grande exposition de 1851.

## Autres travaux
- St Pancras Collegiate School, Londres. Projet conçu mais pas construit.
- Un monument éphémère, composé d'un bâtiment, surmonté d'une statue du roi George IV (érigé en 1836, la statue a été démolie en 1842 et le bâtiment en 1845), qui a donné son nom à Kings Cross[10],[11].
- Palais de gin[12],[13]. Geary était connu à son époque pour la conception de bars à gin nommés Gin palaces. Un seul est connu pour avoir perduré, The Bell à Pentonville Road. On lui attribue la conception du premier gin palace à Londres (vers 1829), bien que la primauté soit généralement donnée au gin palace construit pour les négociants en vin Thompson & Fearon à Holborn (1829-1832), qui  a été conçu par John Buonarotti Papworth (mais le bâtiment n'existe plus).

## Héritage
La tombe de Geary, au cimetière de Highgate, est située à l'est du chemin principal, entre l'avenue égyptienne et Comforts Corner. La petite pierre tombale est un objet classé du Grade II.